# Campylaspis pulchella
Campylaspis pulchella är en kräftdjursart som beskrevs av Sars 1873. Campylaspis pulchella ingår i släktet Campylaspis och familjen Nannastacidae. Inga underarter finns listade i Catalogue of Life.